# De Aa (waterschap)
De Aa (ook bekend onder de namen De Aa beneden Helmond en Stroomgebied van de Aa) is een voormalig waterschap dat verantwoordelijk was voor de waterhuishouding langs de Aa in de provincie Noord-Brabant. Het beheersgebied bestond uit (gedeelten van) Berlicum, Rosmalen, Geffen, Nuland,’s-Hertogenbosch, Berlicum, Den Dungen en Sint-Michielsgestel. Alle waterschappen waaruit het is ontstaan kwamen voort uit de grondwet van 1848, waarin werd vastgelegd dat het waterbeheer niet meer door individuele gemeenten, maar door waterschappen moest worden bepaald. Voor deze tijd waren er in het gebied geen waterschappen, omdat de noodzaak ervoor ontbrak.
Het waterschap is ontstaan in 1922, onder de naam De Aa beneden Helmond. Het waterschap is vernoemd naar de rivier De Aa. Na een fusie met het waterschap Peelgronden in 1926 veranderde de naam in Stroomgebied van de Aa, omdat nu het gehele stroomgebied van de rivier onder het waterschap viel. In 1959 werd het gebied van het kleine waterschat Het Woud aan het waterschap toegevoegd. In 1966 werd de naam veranderd in De Aa. Het schap fuseerde in 2004 met De Maaskant tot het waterschap Aa en Maas.